# Flordon
Flordon är en ort och civil parish i Storbritannien.   Den ligger i grevskapet Norfolk och riksdelen England, i den sydöstra delen av landet, 150 km nordost om huvudstaden London. Flordon ligger 24 meter över havet och antalet invånare är 263.
Terrängen runt Flordon är platt. Runt Flordon är det ganska tätbefolkat, med 124 invånare per kvadratkilometer. Närmaste större samhälle är Norwich, 12,1 km norr om Flordon. Trakten runt Flordon består till största delen av jordbruksmark.